# Aysha tapejara
Aysha tapejara là một loài nhện trong họ Anyphaenidae.
Loài này thuộc chi Aysha. Aysha tapejara được Antonio D. Brescovit miêu tả năm 1992.